# Fête du cinéma (Liban)
Pour l’article homonyme, voir Fête du cinéma.

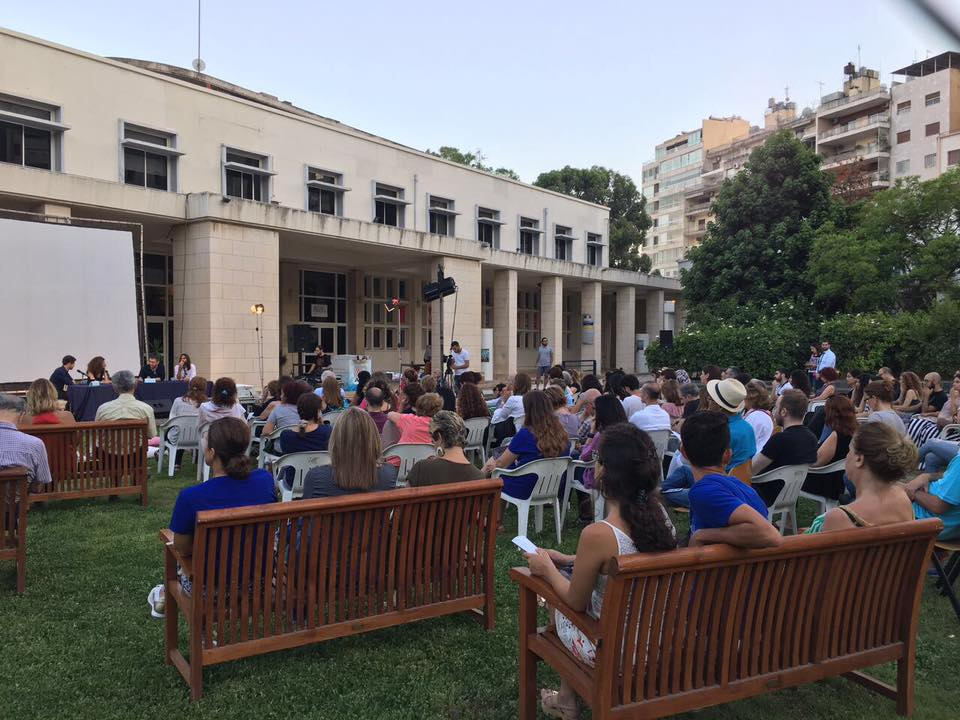
Table ronde et public à la Fête du cinéma (Liban), juin 2017.

La Fête du cinéma au Liban est un événement libanais consacré au cinéma dont la première édition s'est tenue à Beyrouth le 28 juin 2017. Ayant lieu au Liban en parallèle à la Fête du cinéma en France, cet événement est un moment populaire et culturel, dont l’ambition est de faire découvrir à tous le cinéma, et particulièrement aux plus jeunes. Il a été créé et produit par Houda Henniche et Laura Zein, qui ont organisé la première édition avec le soutien de l'Institut français du Liban.

## Édition 2017
La première édition de la Fête du cinéma au Liban, qui a eu lieu sur la pelouse de l'Institut français du Liban, a eu pour thème « Hommage au son à travers l'image ». Le cinéma a été célébré en mettant à l'honneur sa relation avec la musique à travers une table ronde en présence de trois compositeurs libanais, un mashup de films français et un concert acoustique.
Table ronde
Animée par Benoit Basirico, journaliste spécialiste de la musique de film en France et fondateur du site cinezik.org, la table ronde a réuni Khaled Mouzanar (compositeur pour les films Caramel et Et maintenant, on va où ? de Nadine Labaki), Cynthia Zaven (bande son du film Rabih, présenté au Festival de Cannes en 2016) et Émile Aouad (ayant travaillé sur la bande sonore de plus de 200 documentaires). Les trois compositeurs libanais ont partagé leurs expériences en tant que musiciens dans un débat qui a permis au public présent de découvrir la relation musique-image et son alchimie particulière, et d'explorer les enjeux de la musique au cinéma,.
Mashup de Films
Un mashup de films français avec leurs bandes sonores cultes, conçu par le réalisateur et monteur libanais Jad Dani Ali Hassan :
1. Les Quatre Cents Coups de François Truffaut (1959), musique de Jean Constantin
2. Jules et Jim de François Truffaut (1961), musique de Georges Delerue
3. Le Mépris de Jean-Luc Godard (1963), musique de Georges Delerue
4. La Baie des anges de Jacques Demy (1963), musique de Michel Legrand
5. Les Parapluies de Cherbourg de Jacques Demy (1963), musique de Michel Legrand
6. Les Demoiselles de Rochefort de Jacques Demy (1966), musique de Michel Legrand
7. César et Rosalie de Claude Sautet (1972), musique de Philippe Sarde
8. Les Deux Amis de Louis Garrel (2014), musique de Philippe Sarde
9. Tomboy de Céline Sciamma (2011), musique de Para One

Concert acoustique
Un concert de musique des grands classiques du cinéma. Les morceaux ont été interprétés par un quatuor féminin de l'Orchestre philharmonique du Liban: Janine Youssef et Maya Maalouf (violons), Eva Hadchiti (alto) et Noemi Terezi (contrebasse).

## Édition 2018
La deuxième édition a eu lieu du 4 au 6 juillet 2018. Au programme, projection de trois films sur trois jours dans les jardins de l'École supérieure des affaires (Beyrouth)
L’idée de départ de la Fête du cinéma au Liban était de projeter des films en plein air, sous les étoiles, ouvert à tous et dans un esprit festif et convivial. Cette année, le jardin de l’ESA était l’écrin parfait. Entouré d’arbres centenaires, le public avait profité de trois projections originales et exclusives. En effet, ces films n’avaient encore jamais été projetés au Liban. Un film tout public, un film d’animation et un film de société.
1. Comme des garçons de Julien Hallard (Fiction, 2018, 90’)
2. Le tableau de Jean-Francois Laguionie (Animation, 2011, 76’)
3. Numéro Une de Tonie Marshall (Fiction, 2017, 110’)

## Édition 2019
La troisième édition a eu lieu le 11 juillet 2019 à "Mansion" Zokak el-Blat. Au cœur de ce rendez-vous, une table ronde sur le cinéma africain a réuni des figures du cinéma libanais : Zeina Sfeir, réalisatrice et directrice artistique de Beirut Cinema Days, Carmen Labaki, réalisatrice et productrice, et Élias Doummar, critique de cinéma. Le débat a été modéré par Théo Bessard, coordinateur de programmes cinématographiques.
La table ronde a été suivie d’une projection du film zambien I Am Not a Witch de la jeune réalisatrice zambienne Rungano Nyoni.
Le cinéma africain a été choisi comme thème pour cette troisième édition car c’est un excellent exemple d’expression de l’identité culturelle. Il est l’exploration d’un genre unique et un moyen de surmonter les influences étrangères.
En outre, le cinéma africain possède une grande originalité artistique spécifique au film, qui apporte un nouveau souffle au cinéma mondial,.